# Генріх Гефемаєр
Генріх «Товстун» Гефемаєр (нім. Heinrich „Dicke“ Höfemeier; 21 серпня 1913 — 7 серпня 1943) — німецький льотчик-ас винищувальної авіації, оберлейтенант люфтваффе. Кавалер Лицарського хреста Залізного хреста.

## Біографія
1 травня 1933 року вступив в люфтваффе, бортмеханік. У складі наземних частин легіону «Кондор» брав участь у військових діях в Іспанії. У липні 1939 року направлений для проходження льотної підготовки. Після закінчення льотної школи 22 березня 1941 року зарахований в 1-у ескадрилью 51-ї винищувальної ескадри. Учасник Німецько-радянської війни. Свою першу перемогу здобув 22 червня 1941 року, збивши радянський винищувач, а 6 липня — вже свою 10-ту перемогу. 13 жовтня збив 3 штурмовика Іл-2 (20-22-га перемоги). В січні 1943 року здобув свою 70-ту перемогу. 20 березня 1943 року переведений інструктором в навчальну винищувальну групу «Схід», дислоковану у Франції. З 2 травня 1943 року — командир 3-ї ескадрильї 51-ї винищувальної ескадри. У липні 1943 року збив 14 літаків (13 липня здобув свою 80-ту перемогу). 7 серпня 1943 року його літак (Bf.109G) був збитий вогнем радянської зенітної артилерії і Гефемаєр загинув.
Всього за час бойових дій здійснив 490 бойових вильотів і збив 96 радянських літаків (з них 27 Іл-2), а також знищив 12 літаків на землі.

## Нагороди
- Медаль «За вислугу років у Вермахті» 4-го класу (4 роки)
- Медаль «За Іспанську кампанію» (Іспанія)
- Іспанський хрест в сріблі з мечами (липень 1939)
- Нагрудний знак пілота
- Залізний хрест 1-го і 2-го класу
- Нагрудний знак «За поранення» в чорному
- Почесний Кубок Люфтваффе (25 вересня 1941)
- Німецький хрест в золоті (19 березня 1942) — за 30 перемог.
- Лицарський хрест Залізного хреста (5 квітня 1942) — за 41 перемогу.
- Медаль «За зимову кампанію на Сході 1941/42»
- Авіаційна планка винищувача в золоті з підвіскою